# Pest Krisztián
Pest Krisztián (Mohács, 1975. június 7. –) magyar labdarúgó, jelenleg klub nélküli középpályás, miután a Kaposvári Rákóczi FC nem hosszabbította meg lejáró szerződését 2010 nyarán. Korábban, Magyarországon, játszott a Komló, a Mohács, a Siófok, az Újpest, Pécs, és a Kaposvári Rákóczi FC csapatában is. Egy szezon erejéig, külföldön is szerepelt, az APÓ Péjiasz Kinírasz csapatában.

## Pályafutása
Karrierjét a Kaposvár csapatában kezdte, 1993-ban. Egy évad után, eligazolt Komlóra majd újabb egy szezonra rá, hazatért szülővárosába, és a mohácsi csapatot erősítette. Két szezon erejéig játszott itt, majd újra Komlóra került, ahol egészen az 1996/97-es szezonig szerepelt, amikor is, nyáron az első osztályú Siófokhoz szerződött.

### Siófok
Első szezonja a Balaton parti városban, az 1997/98-as volt. A bajnokság harmincnégy meccséből, egy kivételével játszott, és négy gólt rúgott. A bajnokságot a tizenkettedik, biztos bennmaradó helyen zárták.
A következő szezon, az 1998/99-es volt. Ebben az évadban már csak huszonegy találkozón kapott szerepet, és egy góllal kevesebbet, azaz hármat szerzett az előző évhez képest. Csapatával, a tabellát, a tizenötödik, azaz utolsó bennmaradó helyen fejezték be.
Az utolsó szezonja, az 1999/00-es volt a siófoki csapatban. Mindössze csak tizenkét mérkőzésen játszott, ám a rúgott góljai száma nem lett kevesebb, hiszen ebben az évadban is hármat ért el, úgy mint az azt megelőző szezonban. A csapat végül kiesett az első osztályból, így Pest eligazolt az Újpest csapatába.

### Újpest
A 2000/01-es volt az első szezonja a Megyeri úton. Tizennégyszer játszott, az alapszakasz B csoportját másodikként, a rájátszást negyedikként záró lilák színeiben. Gólt nem sikerült szereznie az első budapesti idényében.
A 2001/02-es idényben hatszor szerepelhetett, a hatodikként végző Újpestben. Gólt megint csak nem sikerült elérnie. A szezon után, eligazolt a másodosztályú Pécs csapatához.

### Pécs
A 2002/03-as szezon előtt érkezett a Baranya megyei csapathoz. Az első szezonjában rögtön sikerült feljutnia a csapattal az első osztályba, hiszen tizenegy pontos előnnyel zártak az élen, a Haladás előtt. Harmincháromszor szerepelt az aranyérmes csapatban, és eddigi pályafutása legeredményesebb szezonját produkálva, tizenhat gólt szerzett.
A következő bajnokságot, már az első osztályban kezdhették. Újoncként a tizenkét fős mezőnyben, a hetedikként végeztek. Pest, a csapat harminckét meccséből, huszonheten pályán volt. Hat gólt rúgott.
A 2004/05-ös szezonban a tizedikként végeztek, Pest huszonöt meccsen szerepelt, négy gólt rúgva. A szezon után, eligazolt a ciprusi első osztályban vitézkedő Péjiasz Kinírasz csapatához.

### APÓP
Első, és máig utolsó külföldi szezonja volt a 2005/06-os. A tizennégy csapatos bajnokságba, tizenkettedik, azaz kieső helyen végeztek. Pest, huszonkét meccsén, két gólt rúgott. Egy balszerencsésnek mondható évad után, visszatért utolsó magyarországi állomáshelyére, a Pécs gárdájához.

### Pécs – újra
Bemutatkozó mérkőzése, 2006. július 29-én volt, a Debrecen ellen. A mérkőzést Pest végigjátszotta, és gólt is rúgott. Ezt a gólt még további négy követte. Gólt szerzett a Fehérvár, a Diósgyőr, és a Vasas ellen is. Az angyalföldi csapat ellen duplázott. Összesen, huszonhárom meccsen lépett pályára. A csapat harminchárom ponttal, egy pontra lemaradva a bennmaradó helytől, a REAC mögött, a tizenötödik, vagyis kieső helyen zárt. Pest, a 2006/07-es bajnokság után, megint továbbállt, ezúttal a Kaposvár csapatához.

### Kaposvár
Következett a 2007/08-as szezon, amit Pest már Kaposváron kezdett. 2007. július 30-án mutatkozott be régi-új csapatában, a Fehérvár ellen. Huszonegy meccsen szerepelt a Somogy megyei csapatban, gólt pedig nem sikerült szereznie. Végül hatodikként végezte.
Következő szezon, a 2008/09-es volt. Ebben az évadban, három meccsel többet játszott mint az azt megelőző évben, így a bajnokság után huszonnégy találkozó szerepelt a neve mellett. Gólt megint csak nem sikerült szereznie, az ezúttal kilencedikként záró Kaposvárban.

### A válogatottban
A magyar labdarúgó-válogatottban, 2003. november 19-én mutatkozott be, Észtország ellen. A barátságos mérkőzést, az Üllői úti Stadionban rendezték. A meccsen Pest, a hatvannyolcadik percben váltotta Simek Pétert. A találkozó végül, 1–0-s észt sikerrel zárult. Később már nem játszott, a válogatottban.
A játékost beválogató szövetségi kapitányok
- Gellei Imre 1/0

## Statisztika

### Mérkőzései a válogatottban
| Magyarország | Magyarország       | Magyarország                | Magyarország | Magyarország | Magyarország | Magyarország | Magyarország | Magyarország |
| #            | Dátum              | Helyszín                    | Hazai        | Eredmény     | Vendég       | Kiírás       | Gólok        | Esemény      |
| ------------ | ------------------ | --------------------------- | ------------ | ------------ | ------------ | ------------ | ------------ | ------------ |
| 1.           | 2003. november 19. | Budapest, Üllői úti Stadion | Magyarország | 0 – 1        | Észtország   | barátságos   | -            | 68'          |
|              | Összesen           |                             |              | 1            | mérkőzés     |              | 0            | gól          |